# Venetien

Tre historiska landskap motsvarande området Venetien

Venetien, på italienska Triveneto eller Le tre Venezie, är namnet på historiska regioner i nordöstra Italien. Venetien motsvarar idag ungefär de tre italienska regionerna Veneto, Trentino-Alto Adige och Friulien och Juliska Venetien, samt mindre delar i Slovenien och Kroatien (bland annat Istrien).